# Paine Field-Lake Stickney
Paine Field-Lake Stickney és una concentració de població designada pel cens dels Estats Units a l'Estat de Washington. Segons el cens del 2000 tenia 24.383 habitants.

## Demografia
Segons el cens del 2000, Paine Field-Lake Stickney tenia 24.383 habitants, 9.978 habitatges, i 5.896 famílies. La densitat de població era de 1.277,4 habitants per km².
Dels 9.978 habitatges en un 33,3% hi vivien nens de menys de 18 anys, en un 40,1% hi vivien parelles casades, en un 13,2% dones solteres, i en un 40,9% no eren unitats familiars. En el 30,4% dels habitatges hi vivien persones soles el 6,9% de les quals corresponia a persones de 65 anys o més que vivien soles. El nombre mitjà de persones vivint en cada habitatge era de 2,43 i el nombre mitjà de persones que vivien en cada família era de 3,06.
Per edats la població es repartia de la següent manera: un 26,5% tenia menys de 18 anys, un 12,1% entre 18 i 24, un 36,6% entre 25 i 44, un 17,2% de 45 a 60 i un 7,6% 65 anys o més.
L'edat mediana era de 31 anys. Per cada 100 dones de 18 o més anys hi havia 100,4 homes.
La renda mediana per habitatge era de 40.831 $ i la renda mediana per família de 44.378 $. Els homes tenien una renda mediana de 35.204 $ mentre que les dones 27.095 $. La renda per capita de la població era de 19.801 $. Aproximadament el 8,4% de les famílies i l'11% de la població estaven per davall del llindar de pobresa.

## Poblacions properes
El següent diagrama mostra les poblacions més properes.